# 관로 (시설)

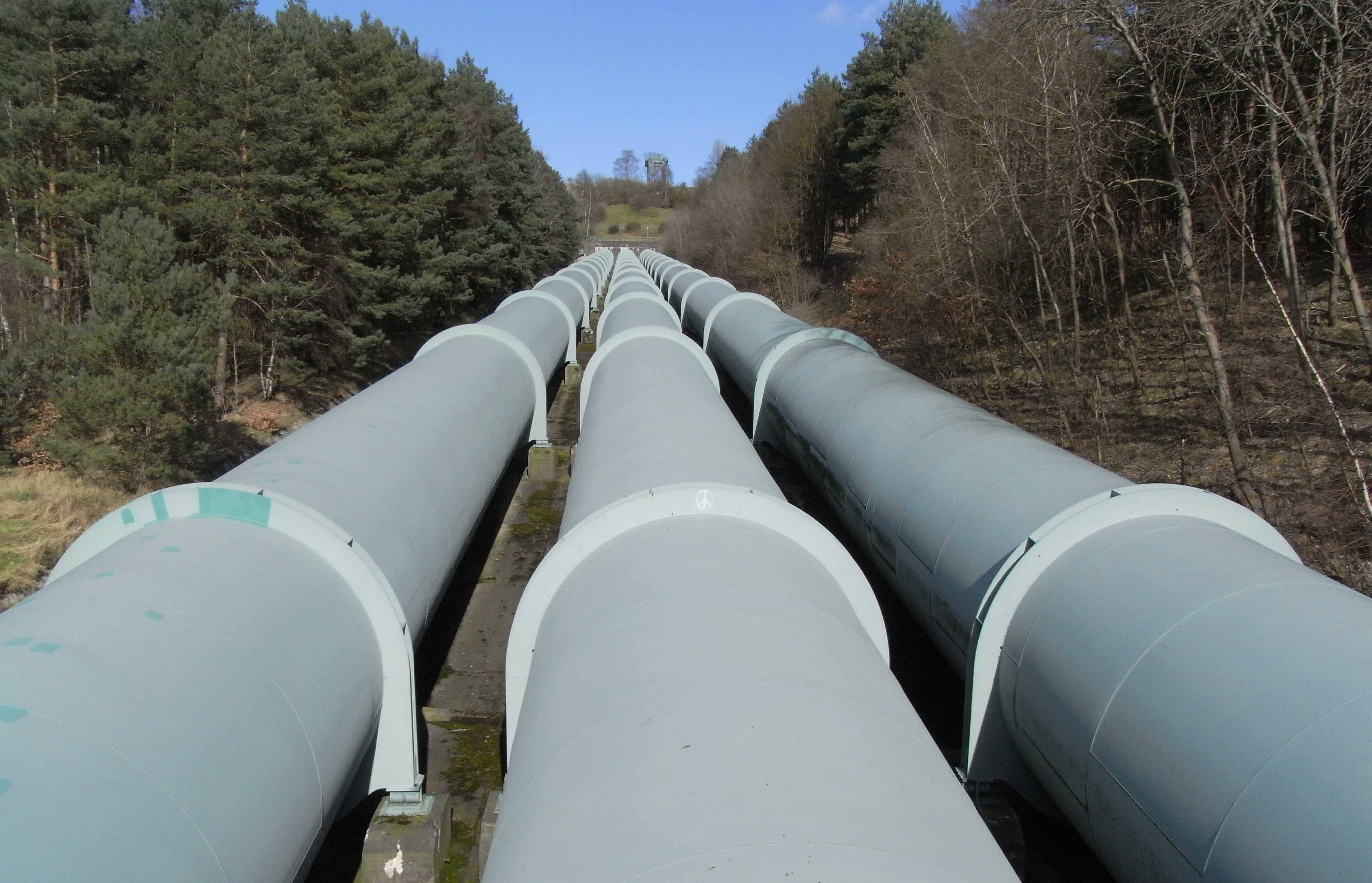

관로(管路)는 액체나 기체가 흐르기 위해 설치한 일종의 시설이다.

## 같이 보기
- 배수 (공학)
- 관망
- 배관
- 단열재